# US Esch
US Esch is een Luxemburgse voetbalclub uit Esch-sur-Alzette. De club speelt in de schaduw van de succesrijkere clubs Jeunesse en Fola. 

## Geschiedenis
De club werd opgericht in 1913 en schreef zich dat jaar in voor de competitie, maar trok zich uiteindelijk terug. In 1925/26 speelde de club voor het eerst in de hoogste klasse en werd met één punt achterstand op Stade Dudelange laatste. Tijdens de Tweede Wereldoorlog werd de club door de Duitse bezetter omgedoopt in Eintracht Esch en nam in 1944 terug de oorspronkelijke naam aan. De club zakte weg naar de lagere reeksen van het Luxemburgse voetbal. In 2015 maakte de club kans op promotie naar de tweede klasse, maar verloor die uiteindelijk na strafschoppen van FC Mondercange. Een jaar later werd de club kampioen en promoveerde zo wel. In 2017 kon de club de titel in de tweede klasse winnen en zo terugkeren naar de hoogste klasse, na een afwezigheid van meer dan 90 jaar. In de beker van Luxemburg bereikte de club dat jaar ook voor het eerst de halve finale en verloor deze van F91 Dudelange. De terugkeer bij de elite werd een ware catastrofe en sprokkelde maar 4 punten, achttien minder dan de voorlaatste Rodange 91. 

## Eindklasseringen vanaf 1946
| 3 |

| 9 |

| 1 |

| 8 |

| 1 |

| 7 |

| 4 |

| 12 |

| 11 |

| 7 |

| 3 |

| 5 |

| 6 |

| 1 |

| 8 |

| 11 |

| 6 |

| 4 |

| 1 |

| 5 |

| 6 |

| 5 |

| 4 |

| 1 |

| 12 |

| 7 |

| 5 |

| 11 |

| 3 |

| 2 |

| 1 |

| 10 |

| 3 |

| 2 |

| 2 |

| 10 |

| 7 |

| 7 |

| 12 |

| 5 |

| 5 |

| 1 |

| 9 |

| 7 |

| 5 |

| 4 |

| 2 |

| 5 |

| 5 |

| 8 |

| 10 |

| 11 |

| 7 |

| 14 |

| 4 |

| 7 |

| 7 |

| 4 |

| 2 |

| 14 |

| 3 |

| 7 |

| 3 |

| 12 |

| 3 |

| 6 |

| 3 |

| 3 |

| 3 |

| 2 |

| 1 |

| 1 |

| 14 |

| 4 |

| 3 |

| 2 |

| 15 |

| 15 |

| Nationaldivisioun | Éirepromotioun | 1. Divisioun | 2. Divisioun | 3. Divisioun |